# Lancaster Gate (métro de Londres)
Lancaster Gate est une station de la Central line du métro de Londres, en zone 1. Elle est située sur la Bayswater road, à Paddington, dans la cité de Westminster.

## Histoire
La station est rénovée au début de l'année 2017.

## Services aux voyageurs

### Desserte

Installations et desserte
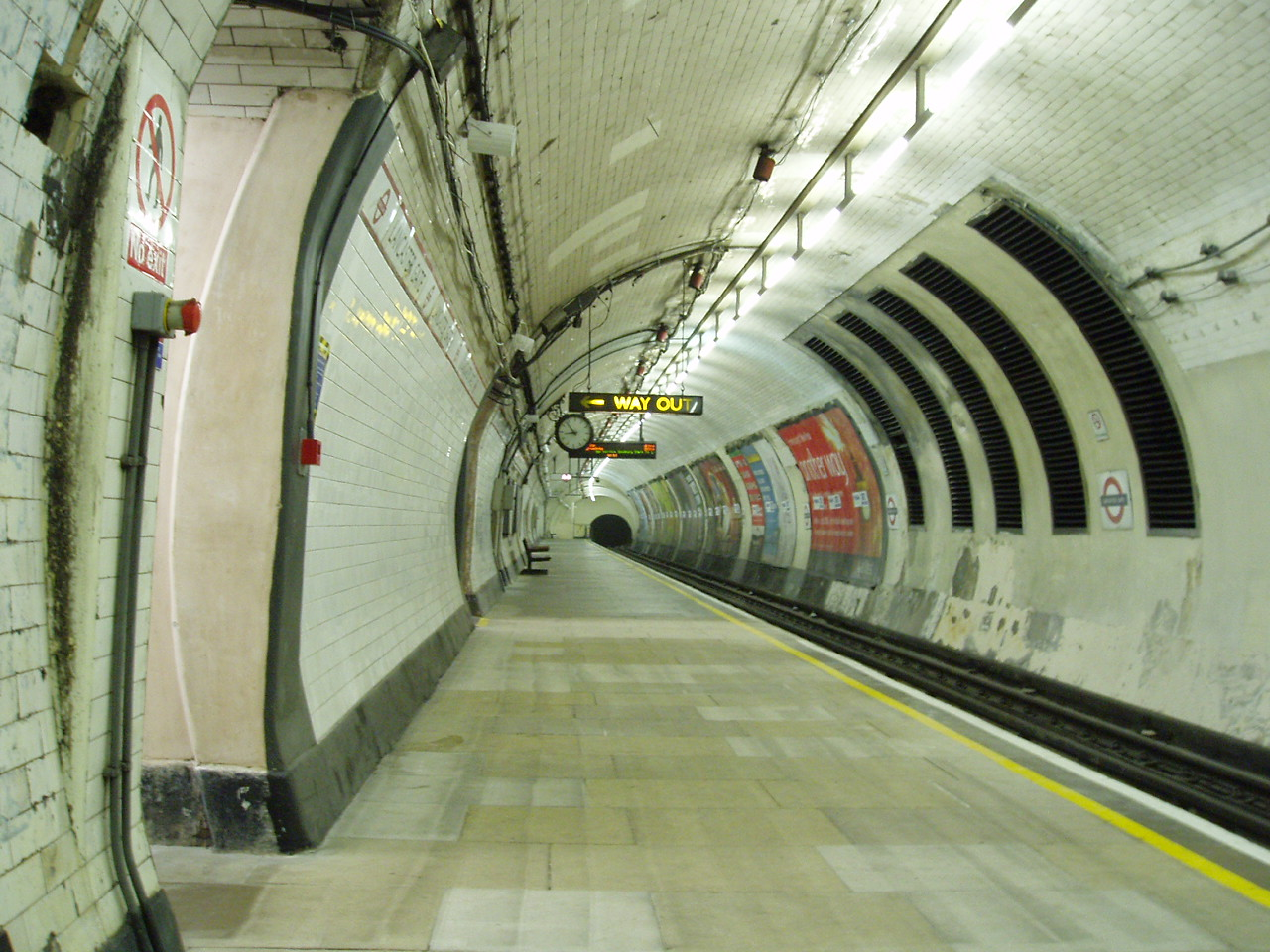
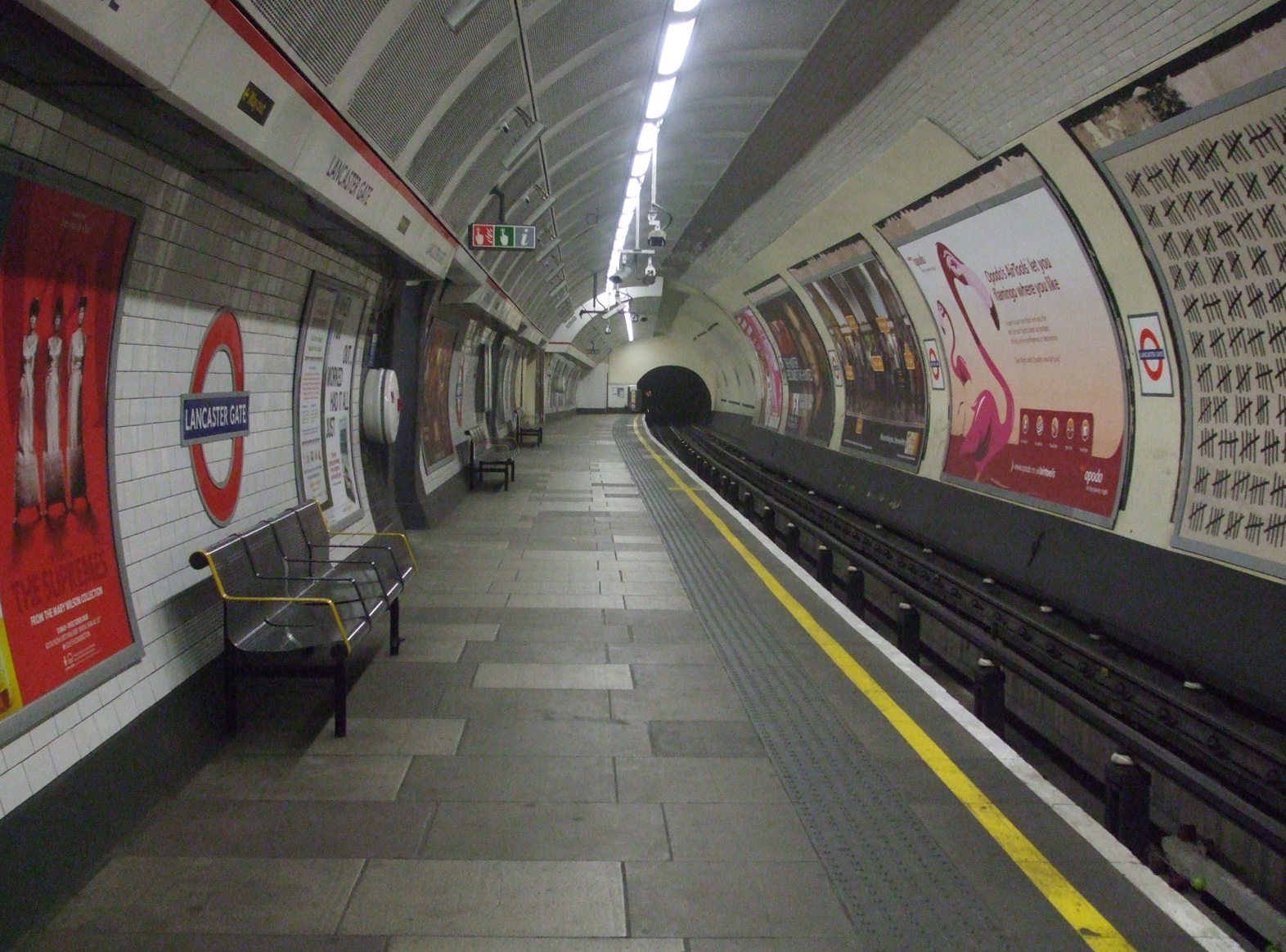
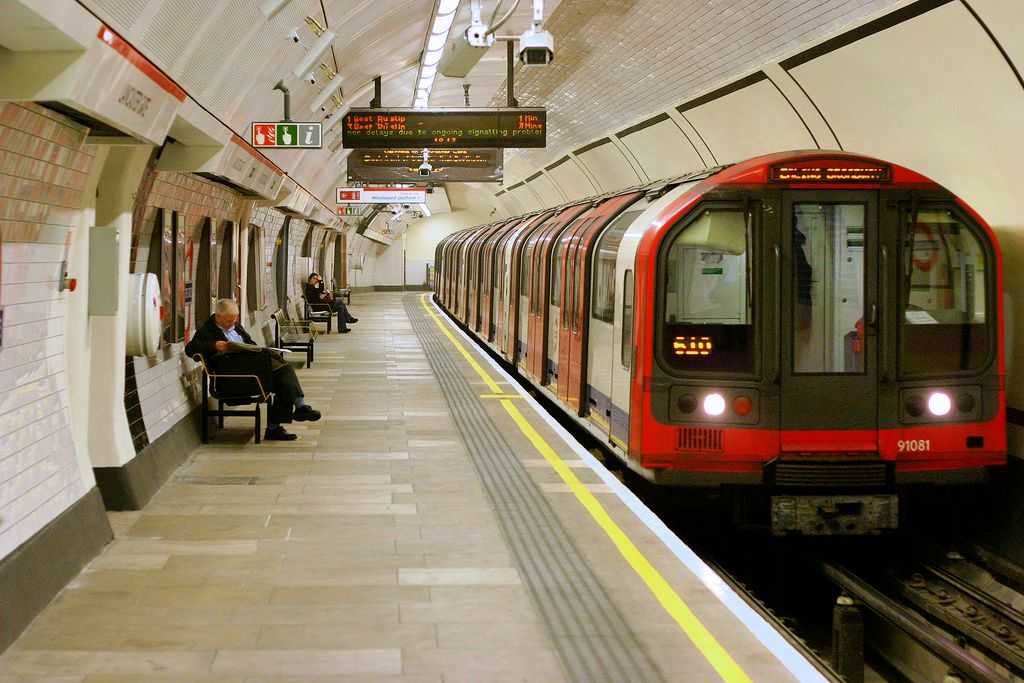

## À proximité
- Lancaster Gate
- Bayswater Road
- Paddington
- La station Lancaster Gate est proche de Marlborough Gate, accès aux Kensington Gardens au niveau de ses Jardins à l'Italienne.
- Église Saint-James (Paddington)
- Sussex Gardens, rue comptant de nombreux hôtels.